# Zagroble (Nieledew)
Zagroble – część wsi Nieledew w Polsce położona w województwie lubelskim, w powiecie hrubieszowskim, w gminie Trzeszczany.
W latach 1975–1998 Zagroble administracyjnie należało do województwa zamojskiego.